# Collinsia
Collinsia es un género con 50 especies de plantas de flores perteneciente a la familia Scrophulariaceae. 
El género es endémico de América del Norte, y es nombrado en honor de Zaqueo Collins, un botánico de Filadelfia de finales del siglo XVIII y principios de siglo XIX. 
Dos especies, Collinsia parviflora y Collinsia violacea, tienen usos medicinales entre los pueblos indígenas de América.

## Especies seleccionadas
| - Collinsia antonina - Collinsia bartsiifolia - Collinsia callosa - Collinsia childii - Collinsia concolor - Collinsia corymbosa - Collinsia grandiflora - Collinsia greenei - Collinsia heterophylla - Collinsia linearis | - Collinsia multicolor - Collinsia parryi - Collinsia parviflora - Collinsia parvula - Collinsia rattanii - Collinsia sparsiflora - Collinsia tinctoria - Collinsia torreyi - Collinsia verna - Collinsia violacea |